# Fiat BR
Le Fiat BR est une série de bombardiers italiens biplans biplaces conçus au lendemain de la Première Guerre mondiale par le constructeur italien Fiat Aviazione et utilisés par les armées italiennes et suédoises.
Comme de coutume à cette époque, les avions portent le nom de leur créateur, B.R. pour Bombardier Rosatelli, conçu par l'ingénieur Celestino Rosatelli..
La gamme a connu 5 déclinaisons : BR - BR.1 - BR.2 - BR.3 & BR.4. 

## Conception

### Contexte historique
Cet avion bombardier est né de l'expérience acquise au combat durant la Première Guerre mondiale qui a mis en évidence la nécessité de doter le « Corps aéronautique militaire » d'un bombardier qui puisse aller au combat sans avoir une importante escorte de chasseurs et qui puisse même attaquer les forces arrières de l'ennemi seul, grâce à une grande vitesse d'intervention et une bonne maniabilité. Le projet a été confié à l'ingénieur Celestino Rosatelli récemment embauché par la société Fiat Aviazione de Turin.

### Le projet
Le projet initial a été développé en 1918, quand la société de construction aéronautique du groupe Fiat s'appelait SAI - Società Italiana Aviazione SpA avant de devenir Fiat Aviazione quelques mis plus tard. 
L'avion fut conçu sous le code projet SIA BD, un acronyme de Bombardier Diurne . Certains disent que le projet de base était une évolution du bombardier SIA 9 afin d'en corriger les défauts mis en évidence lors de la guerre, tout en maintenant la conception générale et la motorisation.
En avril 1919, un Fiat BR. a établi plusieurs records du monde : avec trois passagers il a battu le record d'altitude à 7 240 mètres et a atteint une vitesse de 270 km/h avec un passager.
Le Fiat BR. a été homologué avec succès en 1922 par le Corpo Aeronautico Militare, ancêtre de la Regia Aeronautica, après de longs essais opérationnels et sa production en série a pu commencer. 
À partir de 1924, les lignes de production du Fiat BR ont été modifiées pour la version suivante appelée BR.1 qui sera produit à plus de 150 exemplaires et vendu à plusieurs armées étrangères. 
En 1925, le BR.2, simple évolution du BR.1, effectua son premier vol et sera remplacé en 1930 par le BR.3. qui connaîtra un très beau succès avec plus de 100 exemplaires vendus. Il connaîtra une évolution avec le BR.4 qui restera au stade du prototype.

## Description
Le bombardier Fiat BR. était un avion monomoteur biplan de grandes dimensions et d'une configuration très classique.
La cabine de pilotage était constituée de deux places en tandem, le poste avant réservé au pilote et le poste arrière à l'opérateur d'observation, responsable du largage des bombes et utilisateur des mitrailleuses de défense. Le train d'atterrissage était fixe et l'appui arrière était constitué d'un patin. Le moteur essence  était un Fiat A.14 12 cylindres en V à 60° refroidi par liquide développant une puissance maximale de 700 ch (515 kW) entraînant une hélice bipale à pas fixe.
Par rapport au SIA 9, le Fiat BR. avait un fuselage plus aérodynamique et sa structure classique en treillis était plus robuste, la conception des ailes a été modifiée et renforcée de manière significative. Au moins deux (trois) exemplaires ont été achetés par l'armée de l'air suédoise, où ils ont été baptisés B.1 Ces appareils furent radiés en 1932.
Comme de coutume, le groupe Fiat ne communique jamais le nombre d'équipements militaires livrés aux armées étrangères.

## Utilisation opérationnelle
Cet avion a été conçu au lendemain de la Première Guerre mondiale et a équipé les divisions de bombardement du Corps aéronautique militaire italien durant les années 1920. Il sera utilisé ensuite par la Regia Aeronautica comme avion de reconnaissance. Les autres versions BR.1, BR.2 et BR.3 le replacèrent.

## Toutes les versions
- Fiat BR. - Cette première version de série resta en production jusqu'en fin d'année 1923.
- Fiat BR.1 - est une évolution du Fiat BR. dont l'étude a commencé en 1921. Ce modèle sera produit à au moins 150 exemplaires[4]. Les différences principales résidaient dans la structure inter-ailes, le train d'atterrissage et un nouveau type de radiateur. Il pouvait embarquer 6 bombes dont une torpille et disposait d'un système novateur de lancement des bombes à cylindres rotatifs. Il sera produit en grande série dès 1924 en lieu et place du Fiat BR. Au moins deux exemplaires ont été achetés par l'armée de l'air suédoise. Comme son prédécesseur, le Fiat BR.1 a battu, en 1924, un record du monde d'altitude en transportant une charge de 1 500 kg à 5 516 mètres.
- Fiat BR.2 est une évolution du Fiat BR.1 à partir de 1925, dont il reprenait la structure générale mais renforcée, un nouveau train d'atterrissage, un réservoir d'essence plus volumineux et un nouveau moteur, le Fiat A.25 12 cylindres en V à 60° développant 1 050 ch (772 kW). Il disposait d'une autonomie de 1 000 km soit 5 h 30 de vol. Les archives ne permettent pas de situer la date précise du début de sa fabrication car une opération de mise à niveau sur les modèles BR.1 pour les équiper de ce nouveau moteur est intervenue en même temps, à partir de 1925.
- Fiat B.R.3 est la dernière évolution de ce modèle conçu en 1918. Elle verra le jour en 1930. Les principales modifications étaient toujours d'ordre aérodynamique avec en plus une évolution technologique qui révolutionnera ce type d'avions, l'installation d'une radio réceptrice et émettrice. Ce fut le premier appareil au monde à être équipé en série de cet instrument devenu indispensable ainsi qu'un appareil de prises de vues panoramiques. L'avion a été immatriculé par la Regia Aeronautica italienne mais aussi par les armées de l'air hongroise et polonaise. Tous les modèles BR.3 ont été retirés du service en 1940.
- Fiat B.R.4 est une ultime version du bombardier Fiat BR., mise au point et testée en 1934. Malgré des caractéristiques intéressantes, elle ne pouvait soutenir la comparaison avec les nouveaux modèles plus récents. La base du Fiat BR. remontait à 1918. La version BR.4 resta au stade du prototype validé mais jamais produit en série.

## Utilisateurs
Italie
- Corpo Aeronautico Militare
- Regia Aeronautica
  - 15º Stormo - Bombardements terrestres

 Suède
- Flygkompaniet
- Svenska Flygvapnet

 Hongrie
- Magyar Királyi Honvéd Légierő

 Pologne
- Polskie Lotnictwo Wojskowe